# Solomon Miller
Solomon Miller (Los Angeles, 6 de dezembro de 1964) é um ex-jogador profissional de futebol americano estadunidense. Ele foi campeão da temporada de 1986 da National Football League jogando pelo New York Giants.